# Jenny Hempel
Jenny Hempel (efter ægteskab: Jenny Munthe) (19. februar 1882 - 13. januar 1975) var en dansk pioner inden for plantefysiologi. I 1916 var hun den første danske kvinde, der fik en doktorgrad inden for botanik - og indtil 1956 den eneste. Hun opdagede døgnudsvingene i surhedsgraden af celler i sukkulente planter, som nu er kendt for at være forbundet med CAM-planternes fotosyntese.

## Liv
Jenny Hempel var datter af en apoteker i København. Hun studerede plantefysiologi under professor Wilhelm Johannsen sammen med P. Boysen Jensen. Hun modtog magistergraden i 1911 for sine studier om etherens indvirkning på plantevækst. Derefter arbejdede hun med SPL Sørensen på Carlsberg Laboratorium. Der studerede hun plantesafters pH, særligt døgnudsvingene i saftens surhed i sukkulente planter, der først blev observeret af Benjamin Heyne. Hun tog sin ph.d. om dette emne i 1916.
I 1917 giftede hun sig med den norske bibliotekar Wilhelm Munthe, med hvem hun havde to sønner, hvoraf den ene var Preben Munthe. Efter hendes ægteskab opgav hun sin videnskabelige karriere. Hendes opdagelser førte direkte til de bredere undersøgelser af pH i jord og planter, udført af Christen Raunkiær og under ham Carsten Olsen.